# Nevşehir
Nevşehir es un distrito y una ciudad situada en la región de Anatolia Central, en Turquía, y la capital de la provincia de Nevşehir. Cuenta con una población de 123.976 habitantes, según censo de 2012.
El nombre de la ciudad era Muskara, y fue cambiado durante el período otomano. El yerno del sultán Ahmet III, el Osmanli İbrahim Pachá nació allí, y por lo tanto tenía un gran interés en el desarrollo de la pequeña aldea de 18 casas. Bajo la administración de Ürgüp, la aldea creció con la construcción de mezquitas, fuentes, escuelas, hostales y baños. El nombre fue entonces cambiado a Nevşehir, que significa Ciudad Nueva. Ocupa 568 km².